# المساعدة المتبادلة من المطار إلى المطار
تقدم برامج المساعدة المتبادلة من مطار إلى مطار كمساعدة الخبراء والدعم المادي لمطار تضرر من كارثة طبيعية أو من صنع الإنسان على أساس تطوعي من مطارات أخرى،  وقد وصفت هذه تحت اسم «المطارات التي تساعد المطارات الآخرى في العالم».

## أول مساندة
وكان أول مثال في العالم هو مجموعة عمليات الكوارث في مطارات جنوب شرق (سيدوغ)، التي تأسست في (2004-2005)، تحت قيادة مطار سافانا هيلتون هيد الدولي ومطار أورلاندو الدولي، كان التركيز أولى من [سيدوغ] مساندة إلى مطارات يستردّ من أعاصير، وكانت التعبئة الأولى لـ سيدوغ إلى مطار بينساكولا الدولي بعد إعصار إيفان في عام (2004)، وكانت أبرز تعبئة سيدوغ إلى مطار لويس أرمسترونغ نيو أورليانز الدولي ومطار غلفبورت- بيلوكسي الدولي بعد إعصار كاترينا في عام (2005)، وإلى مطار جاك بروكس الإقليمي للمساعدة في عمليات البحث والإنقاذ في المناطق الحضرية بعد أن ضرب إعصار آيك غالفيستون وهيوستن في عام (2008)، ساهم أكثر من 20 مطارًا من جميع أنحاء الولايات المتحدة بالمساعدة من خلال سيدوغ بعد إعصار كاترينا، حيث لدى سيدوغ موقع مخصص. في عام (2007)، تم تشكيل مجموعة عمليات الكوارث في المطارات الغربية (ويست دوغ) تحت قيادة مطار بورتلاند الدولي، وكانت مهمة ويست دوغ مماثلة تقريبا لتلك التي من سيدوغ على الرغم من أن التركيز ويست دوغ الأساسي هو الزلازل، ولكن هناك اختلافات إدارية طفيفة بين مجموعتي عمليات الكوارث (الكلاب)، على عكس سيدوغ، يتطلب الإنضمام إلى ويست دوغ قراراً رسمياً من قبل سلطة المطار أو هيئة الميناء أو المدينة أو المقاطعة التي تمتلك المطار، ويست دوغ لديه دليل العمليات المكتوبة وموقع مخصص (ويست دوغ 2011-2013).
والمبادئ الأساسية للمساعدة المتبادلة من مطار إلى مطار هي أنه لا يمكن لأحد أن يساعد مطاراً أو شخصاً من مطار آخر، ولا حاجة إلزامية لإرسال المساعدة، ولا نشر ذاتي، وموائمة الإحتياجات المحددة لموظفي المطارات المهرة ومعداتهم مع الأفراد والمعدات المتطوعين، والاكتفاء الذاتي من أفرقة المساعدة التي تم نشرها، وبما أن مجموعات العمل هي برامج مساعدة متبادلة، فلا يوجد ترتيب مالي مدمج في البرنامج، إذا كان المطار ينتشر من خلال سيدوغ أو ويست دوغ في كارثة موضوع إعلان كارثة رئاسية، فإن تغطية السداد والمسؤولية بموجب قانون ستافورد واستخدام إجراءات اتفاق المساعدة في إدارة الطوارئ يتم تطبيقها.
يعتمد كل من سيدوغ وويست دوغ على تنسيق المطارات التي تتطوع لهذا الدور، لدى ويست دوغ أربعة مطارات تنسق المناطق الجغرافية وثلاثة منسقين متخصصين لعمليات الإنقاذ ومكافحة الحرائق في الطائرات وإنفاذ القانون والأمن والتقييم الهندسي السريع، المطارات التي تخدم في هذه الأدوار لها شروط غير محددة، لدى ويست دوغ مطار تنسيق أساسي ومطار تنسيق ثانوي يخدم فترة سنة واحدة، مع انتقال المطار الثانوي إلى الدور الأساسي بعد عام واحد، وقد أنشأت كل من هذه المجموعة نظم اتصالات دائمة لنشر التنبيهات وإدارة الموارد التطوعية ومضاهاة المتطوعين بحاجات، سيدوغ وويست دوغ التواصل عن كثب والتعاون، وقد عقدا أول مؤتمر سنوي مشترك بين سيدوغ ويستدوغ في مطار دالاسفورت وورث الدولي في (16-18 أكتوبر 2013). لا توجد مجموعات دوّان في أي منطقة أخرى في الولايات المتحدة (IEM وآخرون، 2012)، ومع ذلك، قدمت المطارات خارج الولايات الجنوبية الشرقية والغربية المساعدات من خلال سيدوغ العضوية في سيدوغ أو ويست دوغ مفتوحة لأي مطار بغض النظر عن الموقع في الولايات المتحدة.

## برنامج ثالث للمساعدات المتبادلة
هناك برنامج ثالث للمساعدات المتبادلة من مطار إلى مطار، وهو فريق دعم استرداد الطيران في كولورادو (CARST)، أنشئت من قبل جمعية مشغلي المطارات كولورادو، توفر  مهن مطار والطيران متخصصة وذات خبرة عالية لمساعدة المطار أو المجتمع في التعامل مع القضايا المتعلقة بالتعافي من حادث تحطم الطائرة،  نمت شركة (CARST) من تجارب مع حادث تحطم Avjet في مطار مقاطعة أسبن بيتكن في عام (2001). في عام (2012)، نشر برنامج البحوث التعاونية للمطارات  التابع لمجلس أبحاث النقل  التابع للأكاديميات الوطنية دليلاً حول كيفية إنشاء وإدارة واستدامة برنامج المساعدة المتبادلة من مطار إلى مطار، ومن تقرير ACRP 73.

## برامج مساعدة آخرى
لا توجد برامج للمساعدات المتبادلة من المطارات خارج الولايات المتحدة، ولكن الجدوى من برنامج المساعدات المتبادلة بين المطارات لأمريكا اللاتينية ومنطقة البحر الكاريبي قد بدأ النظر فيه من قبل منظمة الطيران المدني الدولي التابعة للأمم المتحدة وإدارة الطيران الفيدرالية والعديد من المنظمات الأخرى، يعتقد العديد من المراقبين أن المساعدات المتبادلة لا يمكن أن تعمل عبر الحدود الوطنية بسبب الحواجز التي أوجدتها الاختلافات القانونية واللغوية والثقافية والتأخيرات الناجمة عن قواعد العمل والأعراف والرسوم والهجرة، وقد اقترح أن إدراج شركات الطيران والوكالات الوطنية والوكالات الدولية والرابطات الصناعية مثل اتحاد النقل الجوي الدولي (إياتا) ومجلس المطارات الدولي والرابطة الأمريكية للمديرين التنفيذيين للمطاراتيمكن أن يتغلب على هذه الحواجز من خلال تبادل خبراتهم اليومية العاملة على الصعيد الدولي، ومن المتوقع إضفاء الطابع الرسمي على الاقتراح في عام (2014)، إذا تم تنفيذ الكلب لأمريكا اللاتينية ومنطقة البحر الكاريبي بالكامل أو كمشروع تجريبي في منطقة دون إقليمية مثل حوض الكاريبي أو أمريكا الوسطى، فمن المحتمل أن يكون أول برنامج مساعدة متبادلة عبر الحدود من مطار إلى مطار في العالم خارج الولايات المتحدة.